# Mật nghị Hồng y tháng 10 năm 1978
Mật nghị  tháng 10 năm 1978 của Giáo hoàng  được khởi động bằng cái chết của Giáo hoàng Gioan Phaolô I vào ngày 28 tháng 9 năm 1978, chỉ 33 ngày sau khi ông được bầu vào ngày 26 tháng 8.  Mật nghị bầu người kế vị Gioan Phaolô I bắt đầu vào ngày 14 tháng 10 và kết thúc hai ngày sau đó vào ngày 16 tháng 10, sau tám lần bỏ phiếu. Vào lúc 18h 18' ngày 16 tháng 10 năm 1978 (giờ Roma), khói trắng bốc lên từ ống khói nhà nguyện Sistina, sau đó là những tiếng chuông báo hiệu đã bầu được Giáo hoàng mới. Các đại cử tri đã chọn Hồng y Karol Józef Wojtyła, Tổng giám mục Kraków, làm giáo hoàng mới. Kết quả là sự kiện năm của Ba vị Giáo hoàng gần đây nhất, ông đã chấp nhận cuộc bầu cử của mình và lấy tông hiệu Gioan Phaolô II.